# 9-й механизированный корпус (2-го формирования)
9-й механизированный Киевско-Житомирский Краснознамённый орденов Суворова и Кутузова корпус (9 мк) — общевойсковое оперативно-тактическое соединение (механизированный корпус) РККА СССР во время Великой Отечественной войны.

## История

### Формирование
9-й механизированный корпус начал своё формирование в Тамбовском танковом военном лагере в январе 1943 года, на основании директивы НКО СССР № 1124070 от 10 января 1943 года, на базе 10-й, 64-й и 148-й танковых бригад. 31 июля 1943 года корпус был передислоцирован в Тульский танковый военный лагерь, где продолжил формирование на основании директивы Генерального штаба КА № 39976 от 1 августа 1943 года, с 25 августа начал боевую подготовку и сколачивание частей. В августе корпусу были подчинены 47-й отдельный гвардейский танковый полк гвардии подполковника Адильбекова и 91-я танковая бригада полковника Якубовского.
Полностью был сформирован 6 сентября 1943 года.

### Боевой путь
Период вхождения в действующую армию: 13 сентября 1943 года — 6 сентября 1944 года, 28 октября 1944 года — 11 мая 1945 года
6 сентября 1943 года корпус был включён в состав 3-й гвардейской танковой армии Воронежского фронта, в которой с небольшим перерывом действовал до конца войны.
Стремительно развивая наступление на Левобережье Украины, соединения корпуса 22—29 сентября форсировали реку Днепр и вели ожесточённые бои за Букринский плацдарм. Одним из первых в районе Зарубенцы (15 км юго-западнее города Переяслава) реку форсировал мотострелковый батальон 69-й механизированной бригады под командованием капитана Г. Ш. Балаяна. Преодолевая упорное сопротивление противника, батальон продвинулся на 4 км и захватил высоты, господствующие над переправой, обеспечив форсирование реки главными силами бригады. В ходе боя за плацдарм Г. Ш. Балаян погиб. За успешное форсирование Днепра, самоотверженность и героизм, проявленные в боях за Букринский плацдарм, 32 воинам корпуса, в том числе посмертно Г. Ш. Балаяну, было присвоено звание Героя Советского Союза.
Во 2-й половине октября корпус вместе с другими соединениями З Гв. ТА был скрытно переброшен с Букринского на Лютежский плацдарм. Введённый в прорыв 4 ноября в полосе наступления З8 А, корпус во взаимодействии с другими соединениями 3-й гвардейской танковой и 38-й армий участвовал в освобождении Киева (6 ноября 1943).
За отличие в боях при освобождении столицы Украины удостоен почётного наименования «Киевский» (10 марта 1944).
В ноябре 1943 — январе 1944 года участвовал в отражении войсками 1-го Украинского фронта контрнаступления немецко-фашистской группировки юго-западнее Киева и, затем, в Житомирско-Бердичевской наступательной операции. За умелый обходный манёвр, в результате которого войсками 1-й гвардейской и 18-й армий был освобождён город Житомир, корпусу было присвоено почётное наименование «Житомирский» (1 января 1944).
Смело и решительно действовали танкисты корпуса в Проскуровско-Черновицкой наступательной операции. За образцовое выполнение заданий командования в этой операции корпус был награждён орденом Красного Знамени (3 апреля 1944), а его механизированные бригады удостоены почётного наименования «Проскуровских» (3 апреля 1944).
Летом 1944 корпус участвовал в Львовско-Сандомирской наступательной операции, в ходе которой в составе З Гв. ТА совершил стремительный манёвр в обход города Львов с севера и отрезал пути отхода львовской группировке противника на запад, а его 71-я механизированная бригада участвовала в освобождении Львова. Родина высоко оценила подвиги воинов соединения: корпус был награждён орденом Суворова 2-й степени, а три его механизированные бригады орденом Красного Знамени (10 августа 1944 года).
В ходе наступательных и оборонительных операций с сентября 1943 года по июль 1944 года соединения корпуса уничтожили и вывели из строя свыше 30 тысяч солдат и офицеров, около 500 танков и штурмовых орудий, свыше 450 орудий и миномётов, более 50 самолётов и много другой техники и оружия противника.
В высоких темпах наступали соединения корпуса в Сандомирско-Силезской операции 1945 года. Нанося, удар в направлении  Хмельник, Радомско, они стремительно преодолевали или обходили очаги сопротивления противника, захватывали подготовленные в глубине оборонительные рубежи, срывая попытки вражеских частей задержать наступление советских войск. 23 января 1945 года части корпуса форсировали реку Одер (Одра) юго-восточнее города Оппельн (Ополе).
В дальнейшем корпус участвовал в Нижне-Силезской наступательной операции. За успешные боевые действии при овладении домбровским угольным бассейном и южной частью Силезского промышленного района бригады, входившие в состав корпуса, были награждены орденом Суворова II степени (5 апреля 1945 года).
С большим воинским мастерством, отвагой и доблестью действовал личный состав корпуса в Берлинской операции.
Наступая на правом фланге армии, части корпуса юго-восточнее Берлина, в районе Бонсдорфа, соединились с войсками 1-й гв. танковой и 8-й гв. армий 1-го Белорусского фронта, завершив окружение франкфуртско-губенской группировки немецко-фашистских войск.
За образцовое выполнение заданий командования при овладении Берлином и проявленные при этом доблесть и мужество корпус и все его механизированные бригады были награждены орденом Кутузова 2-й степени, а 91-я танковая бригада — орденом Ленина (4 июня 1945)- 91-я танковая Фастовская ордена Ленина Краснознамённая орденов Суворова, Богдана Хмельницкого бригада.
Завершающим этапом боевого пути корпуса было его участие в Пражской наступательной операции.

### В послевоенный период
10 июня 1945 года, в соответствии с директивой Ставки Верховного Главнокомандования № 11096 от 29 мая 1945 года, 9-й механизированный корпус вошёл в состав Центральной группы войск.

На основании приказов НКО СССР № 0013 от 10 июня 1945 года, ГК от 14.06.1945 года и Командующего 3-й гвардейской танковой армии № 00150 от 16 июня 1945 года, 9-й механизированный корпус был преобразована в 9-ю механизированную Киевско-Житомирскую Краснознамённую орденов Суворова и Кутузова дивизию. Дивизия передислоцирована из Чехословакии в Австрию в район города Холлабрун.
В ноябре 1946 года в связи с сокращением личного состава Вооружённых сил СССР на основании директивы Начальника Генерального штаба ВС СССР от 06 ноября 1946 года, Приказа Командующего 3-й гвардейской отдельной кадровой танковой дивизией от 14 ноября 1946 года 9-я механизированная дивизия переформирована в 9-й отдельный кадровый механизированный полк. Передислоцирован в ГСВГ, с местом дислокации город Коттбус.
В августе 1949 года на основании директивы штаба 3-й гвардейской отдельной кадровой танковой дивизии от 2 августа 1949 года из кадрового полка была вновь развёрнута 9-я механизированная дивизия.
В 1957 году 9-я механизированная дивизия была переформирована в 82-ю мотострелковая Киевско-Житомирскую Краснознамённую орденов Суворова и Кутузова дивизию (в/ч 18947).
69-й мотострелковый полк выведен из 82-й дивизии и включен в состав 14-й гвардейской мотострелковой Полтавской Краснознамённой орденов Суворова и Кутузова дивизии (штаб в Ютербоге).
В 1958 году в состав дивизии был передан из 11-й мотострелковой дивизии — 57-й гвардейский танковый полк, в обмен на 91-й танковый полк.

### Расформирование
В 1958 году 82-я мотострелковая Киевско-Житомирская Краснознамённая орденов Суворова и Кутузова дивизия выведена в Советский Союз и 9 мая 1958 года расформирована. Наследник боевой славы корпуса 69-й мотострелковый полк, бывшая 69-я механизированная бригада в конце 1994 года переформирован в танковый полк, стал именоваться как 169-й танковый Проскуровский Краснознамённый орденов Суворова и Кутузова полк 90-й гвардейской танковой дивизии (2-го формирования).
В 1997 году 90-я гвардейская танковая дивизия была преобразована в 5968-ю базу хранения вооружения и техники (5968 БХВТ), а полк, соответственно, в отдел. База была расформирована в 2005 году, вместе расформировали и прославленный 69-й (169-й) мотострелковый (танковый) Проскуровский Краснознамённый орденов Суворова и Кутузова полк.

## Состав корпуса
- Управление корпуса
- 69-я механизированная Проскуровская Краснознамённая орденов Суворова и Кутузова бригада[12]
  - 53-й танковый полк[13]
- 70-я механизированная Проскуровская Краснознамённая орденов Суворова и Кутузова бригада[12][14]
  - 229-й отдельный танковый полк[15]
- 71-я механизированная Проскуровская Краснознамённая орденов Суворова и Кутузова бригада[12][16]
  - 74-й танковый полк[17]
- 91-я танковая Фастовская ордена Ленина Краснознамённая орденов Суворова и Богдана Хмельницкого бригада[18] с 09.1944
- 47-й отдельный гвардейский тяжёлый танковый Житомирский Краснознамённый полк прорыва[19][20] (6 сентября 1944 — переформирован в 383-й гвардейский тяжёлый самоходно-артиллерийский Житомирский Краснознамённый ордена Суворова полк)[21]
- 59-й отдельный гвардейский тяжёлый танковый полк[22] (6 сентября 1944 г. переформирован в 384-й гвардейский тяжёлый самоходно-артиллерийский Ченстоховский ордена Красной Звезды полк[23]).
- 57-й отдельный Гвардейский тяжёлый танковый Полтавский Краснознамённый, орденов Суворова и Богдана Хмельницкого полк[24][25] с 10.07.1944
- 1823-й самоходно-артиллерийский Молодечненский Краснознамённый полк[26][27]
- 1507-й самоходно-артиллерийский Львовский орденов Кутузова и Красной Звезды полк[28][29] с 06.1944
- 1295-й самоходно-артиллерийский Ковельский Краснознамённый полк[30][31] с 1.10.1944
- 1978-й самоходно-артиллерийский Минский орденов Кутузова и Красной звезды полк[32] с 1.04.1945
- 1454-й самоходно-артиллерийский Перемышльско-Лодзинский Краснознамённый орденов Суворова и Кутузова полк[33][34][35] с 1.12.1943
- 616-й миномётный Львовский орденов Богдана Хмельницкого и Красной Звезды полк[28]
- 386-й истребительно-противотанковый артиллерийский полк до 20.01.1944
- 108-й истребительно-противотанковый артиллерийский полк с 20.01.1944 до 09.1944
- 1719-й зенитный артиллерийский Львовский[28] орденов Суворова, Богдана Хмельницкого и Александра Невского полк

Корпусные части:
- 441-й отдельный гвардейский миномётный ордена Красной Звезды дивизион с 04.1944
- 100-й отдельный мотоциклетный Катовицкий[36] ордена Красной Звезды батальон
- 999-й отдельный Висленский[37]орденов Александра Невского[38] и Красной Звезды[39]батальон связи, с 13.09.1943
- 82-й отдельный сапёрный Висленский[37] орденов Александра Невского[38] и Красной Звезды[39] батальон, с 13.09.1943
- 148-й ремонтно-восстановительный батальон, с 13.09.1943; 5.12.1944 переформирован в 543-ю ПТРБ и 544-ю ПАРБ
- 543-я полевая танкоремонтная база, с 5.12.1944
- 544-я полевая авторемонтная база, с 5.12.1944
- 183-я отдельная рота химзащиты, с 13.09.1943
- 614-я отдельная автотранспортная рота подвоза ГСМ, с 13.09.1943
- Авиазвено связи, с 13.09.1943
- 20-й полевой автохлебозавод, с 13.09.1943
- 913-я полевая касса Госбанка, с 13.09.1943
- 2662-я военно-почтовая станция, с 13.09.1943

## Награды и почётные наименования
| Награда (наименование)              | Дата награждения                                                            | За что получена |
| ----------------------------------- | --------------------------------------------------------------------------- | --- |
| Почётное наименование «Житомирский» | Приказ Верховного главнокомандующего от 1 января 1944 года                  | за отличие в боях при совершении обходного манёвра, в результате которого войсками 1-й гвардейской и 18-й армий был освобождён город Житомир                                        |
| Почётное наименование «Киевcкий»    | Приказ Верховного главнокомандующего № 051 от 10 марта 1944 года            | за отличие в боях при освобождении столицы Украины города Киев |
| орден Красного Знамени              | награждён указом Президиума Верховного Совета СССР от 3 апреля 1944 года    | за образцовое выполнение заданий командования в боях за освобождение городов Проскурова, Каменец-Подольска, Черткова, Гусятина, Залещики и проявленные при этом доблесть и мужество |
| орден Суворова II степени           | награждена указом Президиума Верховного Совета СССР от 10 августа 1944 года | за образцовое выполнение заданий командования в боях с немецкими захватчиками, за овладение городом Львов и проявленные при этом доблесть и мужество                                |
| орден Кутузова II степени           | награждена указом Президиума Верховного Совета СССР от 4 июня 1945 года     | за образцовое выполнение заданий командования в боях с немецкими захватчиками при овладении Берлином и проявленные при этом доблесть и мужество                                     |

## Командование корпуса

### Командиры корпуса
- подполковник Конарев (до 31.07.1943), ВРИД;
- генерал-майор танковых войск Малыгин, Константин Алексеевич (с 01.08.1943 по 07.04.1944 года);
- генерал-лейтенант танковых войск Сухов, Иван Прокофьевич (с 07.04.1944 по 11.05.1945 года)[43]

### Начальники штаба корпуса
- полковник Супян, Борис Давидович[44] (до марта 1943 года);
- полковник Кольнов Владимир Иванович (с марта 1943 по 15 апреля 1943 года);
- подполковник Конарев (с 15 апреля 1943);
- гвардии подполковник Бойко (с апреля 1943 по июль 1943 года), ВРИД;
- полковник Кульвинский Павел Васильевич[45] (с 30 июля 1943 по 31 мая 1944 года);
- полковник Аркуша, Александр Иванович (с 31 мая 1944 года по 9 мая 1945 года)[46]

### Заместители командира корпуса по строевой части
- полковник Антонов Пётр Сафонович;
- полковник Александров Павел Николаевич (на январь 1944);
- генерал-майор танковых войск Ермачек, Матвей Лукьянович (на май 1945);
- генерал-майор танковых войск Барышников, Иван Николаевич[47] (на май 1945)

### Заместитель командира по политической части
- полковник Ушаков Григорий Васильевич (с 16.02.1943 по 19.06.1943)[48];

### Начальники политотдела
- подполковник Разин Андрей Иванович (с 16.02.1943 по 19.06.1943);
- полковник Ушаков Григорий Васильевич (с 19.06.1943 по 15.01.1946)[48]

### Заместители командира корпуса по технической части
- инженер-полковник Бабанов Александр Иванович (на фев.-май 1945)

### Заместитель командира корпуса по тыловым службам
- полковник Шаров Иван Дмитриевич (на апр. 1945)

### Начальники артиллерии
- полковник Стояков Федор Ильич
- полковник Подуст, Михаил Александрович [с мая 1957 по 11.04.1958]

### Командиры послевоенного времени (9 окмп, 9 мд, 82 мсд)
- генерал-лейтенант танковых войск Сухов, Иван Прокофьевич (06.1945 — 09.1945)

- генерал-майор танковых войск Мартынов, Николай Маркович (31.05.1946 — 16.04.1947); Начальник штаба генерал-майор т/в Обруч, Григорий Игнатьевич (21.5.1946 — 1948)
- полковник Соловей, Филипп Прокофьевич (16.04.1947 — 18.05.1950);
- полковник, с 3.08.1953 генерал-майор танковых войск Бауков, Леонид Иванович (18.05.1950 — 11.09.1953);
- генерал-майор Лащенко, Пётр Николаевич (11.09.1953 — 22.07.1954)
- полковник, с 8.08.1955 генерал-майор танковых войск Чеплыгин, Василий Павлович (22.07.1954 — 29.10.1956);
- полковник Геращенко, Сергей Николаевич (29.10.1956 — 23.04.1958).[49]

## Отличившиеся воины
23 тысячи воинов корпуса награждены орденами и медалями, а 60 удостоены звания Героя Советского Союза:
| Список Героев Советского Союза                                                                                               | Список Героев Советского Союза     | Список Героев Советского Союза                                    | Список Героев Советского Союза | Список Героев Советского Союза   | Список Героев Советского Союза | Список Героев Советского Союза | Список Героев Советского Союза |
| Награда | Ф. И.О                             | Должность                                                         | Звание                         | Дата награждения                 | Примечания |                                |                                |
| Управление корпуса | Управление корпуса                 | Управление корпуса                                                | Управление корпуса             | Управление корпуса               | Управление корпуса | Управление корпуса             | Управление корпуса             |
| --- | ---------------------------------- | ----------------------------------------------------------------- | ------------------------------ | -------------------------------- | --- | ------------------------------ | ------------------------------ |
| | Малыгин, Константин Алексеевич     | командир корпуса                                                  | Генерал-майор                  | 17.11.1943                       | |                                |                                |
| | Сухов, Иван Прокофьевич            | командир корпуса                                                  | Генерал-лейтенант              | 29.05.1945                       | |                                |                                |
| 69-я механизированная Проскуровская Краснознамённая орденов Суворова и Кутузова бригада                                      |                                    |                                                                   |                                |                                  | |                                |                                |
| | Абдршин, Рамиль Хайруллаевич       |                                                                   |                                |                                  | |                                |                                |
| | Алексеев, Александр Иванович       |                                                                   |                                |                                  | |                                |                                |
| | Андрианов, Андрей Михайлович       |                                                                   |                                |                                  | |                                |                                |
| | Анцупов, Александр Яковлевич       |                                                                   |                                |                                  | |                                |                                |
| | Афанасьев, Николай Иванович        |                                                                   |                                |                                  | |                                |                                |
| | Балаян, Гарегин Шегиевич           |                                                                   |                                |                                  | |                                |                                |
| | Богомолов, Константин Иванович     |                                                                   |                                |                                  | |                                |                                |
| | Ваганов, Иван Семенович            |                                                                   |                                |                                  | |                                |                                |
| | Гельферг, Семен Григорьевич        |                                                                   |                                |                                  | |                                |                                |
| | Гиниятуллин, Габбас Гиниятуллович  |                                                                   |                                |                                  | |                                |                                |
| | Гераськин, Дмитрий Семенович       |                                                                   |                                |                                  | |                                |                                |
| | Головлев, Леонид Иосифович         |                                                                   |                                |                                  | |                                |                                |
| | Горошек, Павел Антонович           |                                                                   |                                |                                  | |                                |                                |
| | Горчилин, Александр Михайлович     |                                                                   |                                |                                  | |                                |                                |
| | Гусев, Василий Васильевич          |                                                                   |                                |                                  | |                                |                                |
| | Данилицкий, Антон Петрович         |                                                                   |                                |                                  | |                                |                                |
| | Дарбинян, Левон Хнгяносович        |                                                                   |                                |                                  | |                                |                                |
| | Ефимов, Леонид Николаевич          |                                                                   |                                |                                  | |                                |                                |
| | Зеленкин, Егор Федорович           |                                                                   |                                |                                  | |                                |                                |
| | Корольский, Александр Михайлович   |                                                                   |                                |                                  | |                                |                                |
| | Кошманов, Михаил Михайлович        |                                                                   |                                |                                  | |                                |                                |
| | Кретинин, Тихон Данилович          |                                                                   |                                |                                  | |                                |                                |
| | Кузнецов Николай Павлович          |                                                                   |                                |                                  | |                                |                                |
| | Левин, Василий Андреевич           |                                                                   |                                |                                  | |                                |                                |
| | Литвиненко, Иван Фёдорович         |                                                                   |                                |                                  | |                                |                                |
| | Лойко, Григорий Антонович          |                                                                   |                                |                                  | |                                |                                |
| | Меньшиков, Леонид Емельянович      |                                                                   |                                |                                  | |                                |                                |
| | Михайлов, Александр Фадеевич       |                                                                   |                                |                                  | |                                |                                |
| | Морев, Николай Николаевич          |                                                                   |                                |                                  | |                                |                                |
| | Мясников, Александр Сергеевич      |                                                                   |                                |                                  | |                                |                                |
| | Полозов, Константин Николаевич     |                                                                   |                                |                                  | |                                |                                |
| | Попов, Павел Фомич                 |                                                                   |                                |                                  | |                                |                                |
| | Романенко, Алексей Федосеевич      |                                                                   |                                |                                  | |                                |                                |
| | Рыбалко, Иван Игнатьевич           |                                                                   |                                |                                  | |                                |                                |
| | Сидоренко, Борис Степанович        |                                                                   |                                |                                  | |                                |                                |
| | Симоненко, Николай Иванович        |                                                                   |                                |                                  | |                                |                                |
| | Сиянин, Михаил Данилович           |                                                                   |                                |                                  | |                                |                                |
| | Смирнов, Дмитрий Николаевич        |                                                                   |                                |                                  | |                                |                                |
| | Суховаров, Дмитрий Гаврилович      |                                                                   |                                |                                  | |                                |                                |
| | Трошин, Алексей Васильевич         |                                                                   |                                |                                  | |                                |                                |
| | Черепанов, Владимир Дмитриевич     |                                                                   |                                |                                  | |                                |                                |
| | Шигаев, Андрей Васильевич          |                                                                   |                                |                                  | |                                |                                |
| | Ячменев, Григорий Егорович         |                                                                   |                                |                                  | |                                |                                |
| | Финаков, Константин Кириллович     |                                                                   |                                |                                  | |                                |                                |
| | Чубарь, Дмитрий Григорьевич        |                                                                   |                                |                                  | |                                |                                |
| | Занин, Михаил Романович            |                                                                   |                                |                                  | |                                |                                |
| | Мушкаров, Иван Николаевич          |                                                                   |                                |                                  | |                                |                                |
| 70-я механизированная Проскуровская Краснознаменная орденов Суворова и Кутузова бригада                                      |                                    |                                                                   |                                |                                  | |                                |                                |
| | Копытин, Михаил Васильевич         |                                                                   |                                |                                  | |                                |                                |
| | Мачуленко, Антон Семёнович         |                                                                   |                                |                                  | |                                |                                |
| | Присягин, Николай Алексеевич       |                                                                   |                                |                                  | |                                |                                |
| | Романов, Александр Дмитриевич      |                                                                   |                                |                                  | |                                |                                |
| | Семерников, Андрей Михайлович      |                                                                   |                                |                                  | |                                |                                |
| | Сударев, Аркадий Викторович        |                                                                   |                                |                                  | |                                |                                |
| | Ткаченко, Василий Иванович         |                                                                   |                                |                                  | |                                |                                |
| | Хантаев, Василий Харинаевич        |                                                                   |                                |                                  | |                                |                                |
| 71-я механизированная Проскуровская Краснознаменная орденов Суворова и Кутузова бригада                                      |                                    |                                                                   |                                |                                  | |                                |                                |
| | Воронцов, Николай Алексеевич       |                                                                   |                                |                                  | |                                |                                |
| | Горелов, Иван Павлович             |                                                                   |                                |                                  | |                                |                                |
| | Жидков, Пётр Анфимович             |                                                                   |                                |                                  | |                                |                                |
| | Каверин, Илья Ананьевич            |                                                                   |                                |                                  | |                                |                                |
| | Князькин, Николай Григорьевич      |                                                                   |                                |                                  | |                                |                                |
| | Луппов, Владимир Васильевич        |                                                                   |                                |                                  | |                                |                                |
| | Матвейцев, Иван Михайлович         |                                                                   |                                |                                  | |                                |                                |
| | Обуховский, Анатолий Романович     |                                                                   |                                |                                  | |                                |                                |
| | Паширов, Валентин Дмитриевич       |                                                                   |                                |                                  | |                                |                                |
| | Ринчино, Базар                     |                                                                   |                                |                                  | |                                |                                |
| | Филиппов, Иван Иванович            |                                                                   |                                |                                  | |                                |                                |
| | Чванов, Лаврентий Андреевич        |                                                                   |                                |                                  | |                                |                                |
| | Чунтонов, Николай Григорьевич      |                                                                   |                                |                                  | |                                |                                |
| 91-я танковая Фастовская ордена Ленина Краснознаменная орденов Суворова и Богдана Хмельницкого бригада                       |                                    |                                                                   |                                |                                  | |                                |                                |
| | Боборыкин Иван Павлович            | механик-водитель танка 345-го танкового батальона                 | Сержант                        | 10.01.1944                       | |                                |                                |
| | Боженко Александр Гаврилович       | механик-водитель танка Т-34 344-го танкового батальона            | Старшина                       | 10.01.1944                       | |                                |                                |
| | Винокуров Василий Иосифович        | старшина роты автоматчиков моторизованного батальона автоматчиков | Старшина                       | 27.06.1945                       | |                                |                                |
| | Вялых Николай Алексеевич           | радист танка КВ-1 344-го танкового батальона                      | Младший сержант                | 23.09.1943                       | сгорел в танке 21 января 1943 года, приказом Министра обороны СССР от 23 апреля 1963 года был навечно зачислен в списки 1-й танковой роты                                                                |                                |                                |
| Герой Российской Федерации                                                                                                   | Ганус Феодосий Григорьевич         | заряжающий орудия танка КВ-1 344-го танкового батальона           | Сержант                        | 19.06.1996                       | сгорел в танке 21 января 1943 года, представлялся вместе со всем экипажем к званию Героя Советского Союза, но был вычеркнут, награждён указом Президента Российской Федерации от 19 июня 1996 года № 948 |                                |                                |
| | Заборовский, Константин Васильевич | командир танка 345-го танкового батальона                         | Лейтенант                      | 10.01.1944                       | 8 ноября 1943 года скончался от ран, похоронен в городе Фастов |                                |                                |
| | Конев Пётр Алексеевич              | механик-водитель танка Т-34 344-го танкового батальона            | Старшина                       | 10.01.1944                       | |                                |                                |
| | Луста Пётр Васильевич              | командир 344-го танкового батальона                               | Капитан                        | 10.01.1944                       | 21 апреля 1945 года погиб в боях за Берлин, похоронен в Парке Вечной Славы Киева |                                |                                |
| | Мустафаев Хыдыр Гасан оглы         | командир мотострелкового батальона                                | Майор                          | 10.01.1944                       | |                                |                                |
| | Наумов Алексей Фёдорович           | командир танка КВ-1 344-го танкового батальона                    | Лейтенант                      | 23.09.1943                       | сгорел в танке 21 января 1943 года, приказом Министра обороны СССР от 23 апреля 1963 года был навечно зачислен в списки 1-й танковой роты                                                                |                                |                                |
| | Норицын Пётр Михайлович            | командир орудия танка КВ-1 344-го танкового батальона             | Младший сержант                | 23.09.1943                       | сгорел в танке 21 января 1943 года, приказом Министра обороны СССР от 23 апреля 1963 года был навечно зачислен в списки 1-й танковой роты                                                                |                                |                                |
| | Панов Василий Ефимович             | командир танкового взвода 2-го танкового батальона                | Лейтенант                      | 27.06.1945                       | |                                |                                |
| | Пикунов Александр Степанович       | командир танка 2-го танкового батальона                           | Младший лейтенант              | 27.06.1945                       | |                                |                                |
| | Смирнов Павел Михайлович           | механик-водитель старший танка КВ-1 344-го танкового батальона    | Старшина                       | 23.09.1943                       | сгорел в танке 21 января 1943 года, приказом Министра обороны СССР от 23 апреля 1963 года был навечно зачислен в списки 1-й танковой роты                                                                |                                |                                |
| | Старостин Дмитрий Яковлевич        | командир танкового взвода 345-го танкового батальона              | Лейтенант                      | 10.01.1944                       | |                                |                                |
| | Фофанов Алексей Иванович           | командир роты танков Т-34 344-го танкового батальона              | Старший лейтенант ВС СССР      | 10.01.1944                       | |                                |                                |
| | Чистяков, Александр Фёдорович      | командир взвода автоматчиков мотострелково-пулемётного батальона  | Старший сержант                | 10.01.1944                       | 13 января 1944 года погиб в бою, похоронен на территории совхоза «Технический» в Житомирской области |                                |                                |
| | Яксаргин Василий Владимирович      | командир 2-го танкового батальона                                 | Капитан                        | 27.06.1945                       | |                                |                                |
| | Якубовский Иван Игнатьевич         | командир бригады                                                  | Полковник                      | 10.01.1944                       | |                                |                                |
| | Клименко Яков Селиверстович        | механик-водитель 2-го танкового батальона                         | Старший сержант                | 12.08.1944 07.03.1945 29.06.1945 | |                                |                                |
| | Лаухин Гаврил Яковлевич            | механик-водитель 2-го танкового батальона                         | Старший сержант                | 31.12.1943 18.05.1945 22.01.1982 | 17 марта 1945 года повторно награждён орденом Славы III степени, указом Президиума Верховного Совета СССР от 21 января 1982 года перенаграждён орденом Славы I степени                                   |                                |                                |
| 82-й отдельный сапёрный батальон                                                                                             |                                    |                                                                   |                                |                                  | |                                |                                |
| | Свистунов, Андрей Иванович         |                                                                   |                                |                                  | |                                |                                |
| 57-й отдельный гвардейский тяжелый танковый Полтавский Краснознамённый орденов Суворова Кутузова и Богдана Хмельницкого полк |                                    |                                                                   |                                |                                  | |                                |                                |
| | Даутов, Ахат Габдулхаевич          |                                                                   |                                |                                  | |                                |                                |
| 386-й истребительно-противотанковый полк                                                                                     |                                    |                                                                   |                                |                                  | |                                |                                |
| | Киреев, Виктор Иванович            |                                                                   |                                |                                  | |                                |                                |
| | Мальков, Алексей Дмитриевич        |                                                                   |                                |                                  | |                                |                                |
| | Пухов, Иван Сергеевич              |                                                                   |                                |                                  | |                                |                                |
| | Шерстов, Николай Николаевич        |                                                                   |                                |                                  | |                                |                                |
| 383-й гвардейский тяжелый самоходно-артиллерийский Житомирский Краснознаменный ордена Суворова полк                          |                                    |                                                                   |                                |                                  | |                                |                                |
| | Веремей, Иван Николаевич           |                                                                   |                                |                                  | |                                |                                |
| | Климов, Михаил Ильич               |                                                                   |                                |                                  | |                                |                                |
| | Ранжев, Павел Константинович       |                                                                   |                                |                                  | |                                |                                |
| 1454-й самоходно-артиллерийский Перемышльско-Лодзинский Краснознамённый орденов Суворова и Кутузова полк                     |                                    |                                                                   |                                |                                  | |                                |                                |
| | Фомичёв, Пётр Ильич                |                                                                   |                                |                                  | |                                |                                |
| 616-й миномётный полк |                                    |                                                                   |                                |                                  | |                                |                                |
| | Алибаев, Адигам Галеевич           |                                                                   |                                |                                  | |                                |                                |

В состав 1 мср (69-й мсп) навечно зачислен Герой Советского Союза капитан Балаян Г. Ш. , 4-й мср (69-й мсп) — Герой Советского Союза младший сержант Левин В. А.
Снайперы-танкисты
- младший лейтенант Михаил Михайлович Кошманов, командир танка 69 мбр — уничтожил 4 танка, 4 БТР